# Sudley (Virginia)
Sudley es un lugar designado por el censo en el  condado de Prince William, Virginia  (Estados Unidos). Según el censo de 2010 tenía una población de 16.203 habitantes.

## Demografía
Según el censo del 2000, Sudley tenía 7.719 habitantes, 2.640 viviendas, y 1998 familias. La densidad de población era de 1.910,5 habitantes por km².
De las 2.640 viviendas en un 41,5%  vivían niños de menos de 18 años, en un 59,1%  vivían parejas casadas, en un 11,8% mujeres solteras, y en un 24,3% no eran unidades familiares. En el 16,7% de las viviendas  vivían personas solas el 2,6% de las cuales correspondía a personas de 65 años o más que vivían solas. El número medio de personas viviendo en cada vivienda era de 2,92 y el número medio de personas que vivían en cada familia era de 3,3.
Por edades la población se repartía de la siguiente manera: un 29,1% tenía menos de 18 años, un 8,7% entre 18 y 24, un 35,1% entre 25 y 44, un 22,4% de 45 a 60 y un 4,7% 65 años o más.
La edad media era de 32 años.  Por cada 100 mujeres de 18 o más años  había 97,7 hombres.
La renta media por vivienda era de 67.033$ y la renta media por familia de 67.246$. Los hombres tenían una renta media de 46.196$ mientras que las mujeres 32.038$. La renta per cápita de la población era de 26.322$. En torno al 3,3% de las familias y el 4,1% de la población estaban por debajo del umbral de pobreza.

## Localidades adyacentes
El siguiente diagrama muestra a las localidades más próximas a Sudley.